# January Jones (strip)
January Jones is een Nederlandse stripreeks die werd geschreven door Martin Lodewijk en getekend door Eric Heuvel. Er zijn inmiddels (2024) twaalf delen van de reeks verschenen. Vanaf deel 7 verzorgde Heuvel ook de scenario’s. Voor een kort verhaal in deel 7 verzorgde Lodewijk nog het scenario.
De tekeningen worden gemaakt in de stijl van de klare lijn.

## Inhoud
Hoofdpersonage January Jones is een vrouwelijke piloot die allerlei avonturen beleeft vlak voor de Tweede Wereldoorlog. Samen met haar assistent Rik komt ze tegenover onder anderen gewetenloze nazi's, doodgewaande cowboys en samenzwerende Sovjetleiders te staan.

## Publicatiegeschiedenis
Eind jaren tachtig van de twintigste eeuw startte de serie in het stripblad Eppo Wordt Vervolgd. Tot begin jaren negentig verschenen er in totaal vier albums. Daarna werd het een tijd stil rond de vrouwelijke piloot. Na de herstart van het stripblad Eppo in 2009 keerde ook January Jones terug. Doordat Lodewijk het (te) druk kreeg met andere projecten, schreef Heuvel vanaf deel zeven ook de verhalen.

## Verhalen

### Albums
Deze albums zijn getekend door Eric Heuvel (en ook geschreven vanaf album 7) en geschreven door Martin Lodewijk (album 1 t/m 6, in 7: Het halve werk). De serie wordt uitgebracht door Uitgeverij Don Lawrence Collection en vanaf album 9 Uitgeverij L, die sinds 2009 ook de eerste vier albums opnieuw heeft uitgebracht.
| Nr. | Titel                         | Publicatiejaar Eppo | Uitgavejaar album |
| --- | ----------------------------- | ------------------- | ----------------- |
| 1   | Dodenrit naar Monte Carlo     | 1987-1988           | 1988              |
| 2   | De schedel van sultan Mkwawa  | 1990                | 1990              |
| 3   | De schatten van koning Salomo | 1992                | 1992              |
| 4   | Het Pinkerton-draaiboek       | 1995                | 1995              |
| 5   | De horens van de stier        | 2011                | 2012              |
| 6   | Het graf van de zeppelin      | 2012-2013           | 2013              |
| 7   | Het lijk van Lenin            | 2014-2015           | 2015              |
| 8   | De eerste keizer              | 2015-2016           | 2016              |
| 9   | Heroïne voor Hanoi            | 2017                | 2017              |
| 10  | Flying down to Rio II         | 2018                | 2018              |
| 11  | Jachtkruiser                  | 2019-2020           | 2020              |
| 12  | In de geest van Omar Mukhtar  | 2021-2022           | 2022              |

### Korte verhalen
Het halve werk is getekend door Eric Heuvel en geschreven door Martin Lodewijk. Een Krampus Kerstnacht is getekend en geschreven door Heuvel.
| Titel                  | Aantal pagina's | Publicatiejaar Eppo | Uitgavejaar album                   |
| ---------------------- | --------------- | ------------------- | ----------------------------------- |
| Het halve werk         | 10              | 2009                | 2015 in album 7: Het lijk van Lenin |
| Een Krampus Kerstnacht | 6               | 2016                |                                     |